# منتخب بوركينا فاسو تحت 17 سنة لكرة القدم
منتخب بوركينا فاسو تحت 17 سنة لكرة القدم (بالفرنسية: Équipe du Burkina Faso des moins de 17 ans de football) هو ممثل بوركينا فاسو الرسمي في المنافسات الدولية في كرة القدم في فئة كرة قدم تحت 17 سنة للرجال، يديريه اتحاد بوركينا فاسو لكرة القدم.